# NZK-Serie
NZK-Serie bezeichnet eine Fährschiffsklasse des niederländischen Verkehrsunternehmens GVB. Die elektrisch angetriebenen Fähren bedienen die Fährverbindungen über den Nordseekanal westlich von Amsterdam.

## Geschichte
Die Schiffe wurden auf der niederländischen Werft Holland Shipyards in Hardinxveld-Giessendam gebaut. Sie wurden im März 2020 bestellt. Die Rümpfe wurden von MSVA Marine Services in Rotterdam zugeliefert. Der Bau begann mit dem ersten Stahlschnitt im Juni 2020. Der Schiffsentwurf stammte vom niederländischen Schiffsarchitekturbüro C-Job Naval Architects in Hoofddorp.
Insgesamt wurden fünf Einheiten des Typs gebaut. Die ersten beiden Fähren wurden 2021 abgeliefert, die anderen drei folgten 2022. Die Fähren werden auf Fährverbindungen über den Nordseekanal westlich von Amsterdam eingesetzt. In der Regel verkehrt jeweils eine der Fähren auf der Fährverbindung zwischen Amsterdam (Hempontplein) und Zaandam, Spaarndam und Assendelft sowie Velsen-Zuid und Velsen-Noord, die anderen beiden Fähren dienen zur Verstärkung bzw. als Ersatz bei Ausfall einer Fähre. Die Fähren der NZK-Serie ersetzen die zuvor auf den Fährverbindungen eingesetzten Fähren, die in den 1930er-Jahren gebaut wurden.

## Beschreibung
Die Schiffe werden elektrisch durch zwei Elektromotoren mit jeweils 300 kW Leistung angetrieben. Diese wirken auf jeweils eine Propellergondel mit Kortdüse an den beiden Enden der Fähren.
Für die Stromversorgung stehen Lithium-Ionen-Akkumulatoren mit einer Kapazität von 2 × 340 kWh zur Verfügung. Die Akkumulatoren werden an den Anlegern in Zaandam, Assendelft und Velsen-Noord für einige Minuten automatisch geladen. Hier stehen Ladeeinrichtungen mit 1600 kW Leistung zur Verfügung. Zusätzlich sind die Fähren mit einem Dieselgenerator ausgerüstet, um in besonderen Situationen wie beispielsweise Fahrten in eine Werft für Wartungs- oder Instandhaltungsarbeiten Strom für die Antriebsmotoren und den Bordbetrieb erzeugen zu können.
Die Fähren verfügen über ein durchlaufendes Fahrzeugdeck mit drei Fahrspuren. Das Deck kann mit 245 t belastet werden. Die maximale Achslast beträgt 12 t. Auf beiden Seiten der Fähren sind teilweise überdachte Bereiche für Fußgänger und Fahrradfahrer eingerichtet. Diese Bereiche sind durch eine Absperrung von dem Bereich für motorisierte Fahrzeuge getrennt. Bei Bedarf kann die Absperrung verschoben und so der für Fahrräder zur Verfügung stehende Bereich vergrößert werden. An beiden Enden der Fähren befinden sich herunterklappbare Rampen. Auf einer Seite der Fähren ist oberhalb des überdachten Bereichs das Steuerhaus aufgesetzt.

## Schiffe
| NZK-Serie    | NZK-Serie  | NZK-Serie  | NZK-Serie   | NZK-Serie |
| Bauname      | Baunummer  | ENI-Nummer | Ablieferung |           |
| ------------ | ---------- | ---------- | ----------- | --------- |
| NZK Pont 100 | H2020-0111 | 02338965   | 2021        |           |
| NZK Pont 101 |            | 02339182   | 2021        |           |
| NZK Pont 102 |            | 02339299   | 2022        |           |
| NZK Pont 103 |            | 02339350   | 2022        |           |
| NZK Pont 104 |            | 02339528   | 2022        |           |